# Гонсалвес, Рори
Рори Гонсалвес (англ. Rory Gonsalves, род. 27 апреля 1979) — антигуанский шоссейный и маунтинбайковский велогонщик. Участник летних Олимпийских игр 1996 года.

## Карьера
В 1996 году был включён в состав сборной Антигуа и Барбуды для участия на летних Олимпийских играх в Атланте. На них выступил в дисциплине кросс-кантри которая впервые проводилась на Олимпийских играх, но не смог её завершить, как и ещё 6 из 43 участников.
В 2002 принял участие в Играх Содружества, где выступил в групповой шоссейной гонке, но не смог финишировать.